# IMoSEB
Le processus consultatif vers un IMoSEB (International Mechanism of Scientific Expertise on Biodiversity) était un processus exploratoire de 2005-2008  visant à évaluer le besoin, la forme et les différentes options possibles pour un Mécanisme d'Expertise Scientifique sur la Biodiversité. Impliquant de nombreuses parties prenantes de la biodiversité et avec une audience de portée médiatique ; l'objectif de la consultation était d'apporter une véritable valeur ajoutée, prenant pleinement en compte le rôle et les actions des mécanismes, structures et institutions existantes. 
Lancé lors de la Conférence internationale « Biodiversité : Science et Gouvernance » en janvier 2005 à Paris, le processus s’est achevé en novembre 2007 par une réunion finale de son Comité de Pilotage à Montpellier. Les recommandations et résultats du processus consultatif ont par la suite été assimilés avec la Stratégie de poursuite de l’Evaluation des écosystèmes pour le Millénaire (MA follow up)  pour donner forme à l’initiative IPBES (Intergovernmental Science Policy Platform on Biodiveristy and Ecosystem Services) dont la première réunion a eu lieu à Putrajaya, Malaisie, en novembre 2008. 
Le 11 juin 2010  à Busan (Corée du Sud), le PNUE a obtenu un accord international pour créer la plate-forme intergouvernementale science-politique sur la biodiversité et les systèmes écosystémiques (IpBes).

## Contexte

### Conférence internationale «Biodiversité: science et gouvernance»
Lors de la Conférence, organisée en janvier 2005, le président français, Jacques Chirac, avait appelé au lancement d'un mécanisme de type GIEC pour la biodiversité. La déclaration finale de la Conférence, en réponse à cet appel, a recommandé le lancement d'un processus de concertation international impliquant toutes les parties prenantes, guidé par un Comité de pilotage international équilibré. Ce processus devait évaluer le besoin d'un mécanisme international qui  
- produirait une évaluation critique de l'information scientifique et des  options requises pour la décision,
- serait construit à partir des instances existantes et des activités courantes.

Un comité de pilotage intérimaire, composé des membres des comités scientifique et de pilotage organisateurs de la conférence de Paris, a été mis en place  afin de définir les futurs membres du Comité de pilotage et  mettre en place ce processus consultatif.

### Open Science Conference Diversitas
Lors de la conférence scientifique de Diversitas, tenue à Oaxaca, Mexique en Oct 2005, la communauté scientifique présente a réitéré son soutien au lancement du processus consultatif vers un IMoSEB et à la mise en place d'un panel scientifique, ayant une composante intergouvernementale, sur la biodiversité.

### CBD SBSTTA 11
Une première présentation du processus consultatif, de ses objectifs et attendus, son organisation  a été faite  lors de la 11e réunion du SBSTTA de la CBD.

## Processus Consultatif vers un IMoSEB

### Comité de pilotage international, le Comité Exécutif, le Secrétariat Exécutif
Le comité de pilotage, basé sur les propositions du Comité intérimaire, a été mis en place dès fin 2005 et restant ouvert, d'autres partenaires ont demandé à le rejoindre pour participer activement à la consultation.
Le CPI est composé de :
1. des scientifiques issus de diverses disciplines (sciences naturelles, sociales, appliquées et environnementales) et de divers pays : Gaston Achoudong, Carlo Heip, Leonard Hirsch, Yvon Le Maho, Michel Loreau, Keping Ma, Georgina Mace, Alfred Oteng-Yeboah, Charles Perrings, Peter Raven, José Sarukhán, Robert Scholes, Arkady Tishkov, Jacques Weber ;
2. des représentants de gouvernements : Algérie, Allemagne, Arabie Saoudite, Autriche, Canada, Chine, Corée du Sud, Costa Rica, Danemark, Espagne, États-Unis, France, Gabon, Inde, Iran, Italie, Jamaïque, Madagascar, Malawi, Malaisie, Maroc, Namibie, Nouvelle-Zélande, Papouasie-Nouvelle-Guinée, Pologne, Royaume-Uni, Sénégal, Slovénie, Suède, Suisse, Thaïlande ;
3. des organisations intergouvernementales ou internationales, des agences spécialisées des Nations unies, des organisations non gouvernementales, des initiatives de recherche et autres : CITES, CEM, Conservation International, DIVERSITAS, EPBRS, Commission européenne - DG Recherche, AEE, Organisation des Nations unies pour l'alimentation et l'agriculture, GBIF, Greenpeace (en qualité d’observateur), ICES-CIEM, ICSU, Institut français de la biodiversité, International Indigenous Forum on Biodiversity, IPGRI, UICN, Évaluation des écosystèmes pour le millénaire  (EM-MA), Convention de Ramsar, Conseil Scientifique suédois sur la diversité biologique, Forum suisse sur la biodiversité, The Nature Conservancy, Convention sur la diversité biologique, SBSTTA de la CDB, UN CCD, Programme des Nations unies pour l'environnement-DEWA, Programme des Nations unies pour l'environnement-WCMC, UNESCO, UNU-IAS, Banque mondiale, WWF.

Le Comité Exécutif (CE) a été élu parmi les membres du CPI. Les membres du CE sont : Ivar Baste, Martha Chouchena-Rojas, Christine Dawson, Horst Korn, Keping Ma, Georgina Mace, Martha Mapangou, Charles Perrings, Peter Raven, José Sarukhán, Robert Watson, Jacques Weber. Il est présidé par Alfred Oteng-Yeboah et Michel Loreau.
Un Secrétariat Exécutif, localisé à Montpellier, avait en charge la coordination et de la promotion des actions menées durant le processus consultatif. Il était composé de Didier Babin, secrétaire exécutif (IFB), Anne Larigauderie (Diversitas) et Maxime Thibon (IFB). Stéphanie Guinard (IFB), Chad Monfreda (Wisconsin University) et Sabine Brels (IFB) ont participé aux travaux durant la consultation.

### Premier CPI et ses conclusions
Le processus consultatif a débuté officiellement en février 2006, lors de la première réunion de son Comité de pilotage international (CPI) au MNHN. Plus de 90 participants se sont réunis pour de premières discussions. En conclusion, les membres du Comité sont convenus : 
1. de procéder à un examen des besoins concernant l’interface sciences de la biodiversité-politique, basé sur une étude des mécanismes existants ;
2. d’organiser une consultation favorisant un dialogue ouvert et explorant les différentes options envisageables.

Le CE a été chargé de mettre en œuvre ces deux points et a décidé d'un plan d'action pour la consultation en deux étapes.  
Une première étape d'analyse avec  pour objectif de : 
- dresser un panorama du paysage décisionnel lié à la diversité biologique ;
- analyser les succès et échecs du point de vue de la préservation de la diversité biologique à divers niveaux ;
- analyser les modèles existants d’expertise scientifique.

Suivi de la définition des besoins à l'interface science-Politique en biodiversité et la formulation d'options basées sur ces études de cas. 
La seconde étape étant l'organisation d'une série de consultations régionales à l’échelle mondiale afin d’obtenir un retour sur ces propositions.

### Études de cas
Plusieurs études de cas ont été menées sur l'interface science-politique en biodiversité et comment l'information scientifique était utilisée dans les processus de décision.
1. Utilisation de l'information scientifique de base et de son application aux politiques de conservation et de gestion de la biodiversité au Mexique
2. Leçons tirées de la gestion des espèces exotiques envahissantes dans un environnement marin
3. Le problème des pêcheries
4. Le rôle et la contribution de l'expertise scientifique en matière de biodiversité pour comprendre et éclairer la prise de décision sur l'émergence et la propagation de la grippe aviaire H5N1
5. Mobiliser les connaissances et l'expertise traditionnelles pour la prise de décision sur la biodiversité
6. Le rôle et action du GIEC et des évaluations mondiales

### Besoins et options
Le CE a identifié les besoins suivants à sur la base d'études de cas et de contributions volontaires (atelier de Leipzig) sur l’efficacité de l’utilisation des connaissances scientifiques et des savoirs, dans les décisions affectant la biodiversité, les services écosystémiques et le bien être humain.  
1. Amener des perspectives des sciences et des savoirs pertinents pour appuyer les décisions affectant la biodiversité, prises sur des échelles locales ou nationales, lorsque ces décisions ont des conséquences au niveau international ou lorsque les processus décisionnels existants semblent relativement mal informés par les connaissances scientifiques  (cas de la transmission des pathogènes et des espèces envahissantes ou de l’exploitation des biens communs au-delà des juridictions nationales).
2. Fournir une information scientifique indépendante, provenant de l’ensemble des sources pertinentes, pour accompagner les travaux des conventions et organisations internationales, avec un accent spécifique sur la Convention des Nations unies sur la diversité biologique (CDB).
3. Améliorer nos capacités de prévision des conséquences des actions actuellement menées en lien avec la biodiversité  se basant sur les sciences naturelles et sociales
4. Fournir de manière proactive un avis scientifique sur les menaces et enjeux émergents, identifiés par la communauté scientifique ou par les diverses parties prenantes.
5. Communiquer les résultats scientifiques relatifs à la biodiversité à  un plus large a publics
6. Fournir un appui scientifique aux initiatives d’évaluation et de suivi existantes et les compléter si nécessaire.
7. Réduire les délais entre les publications scientifiques liées à la biodiversité et leur incorporation dans les processus de décisions.
8. Informer les scientifiques et les agences de financement des priorités de recherche en biodiversité indiquées par les préoccupations des décideurs.

Options formulées comme  base de discussion par le CE
1. Mettre sur pied un partenariat avec les dispositifs existants pour fournir les résultats scientifiques aux instances de décision au niveau national et international.
2. Créer un nouveau dispositif, librement inspiré du Groupe d'Experts Intergouvernemental sur l'Évolution du Climat (GIEC), mais doté de composantes aussi bien intergouvernementales que non gouvernementales
3. Proposer au GIEC d’étudier la mise en place d’une nouvelle activité dédiée à la biodiversité.
4. Utiliser et renforcer les réseaux existants de chercheurs indépendants pour entretenir et promouvoir  la recherche et l’élaboration de normes et de principes (à partir des Académies, sociétés et conseils existants) au sein de différents forums, grâce à un mécanisme de coordination de faible envergure

Le CPI a été invité à réagir aux proposions du CE. L'ensemble des réponses, avis, commentaires sont disponibles.

### Consultations régionales
En 2007, une série de consultations régionales a été organisé sur l'ensemble des continents, impliquant  plus de  300 nombreux participants et 40 organisations internationales ou régionales de plus de 70 pays. 
Ces consultations se sont déroulées 
1. à Montréal pour l'Amérique du Nord
2. à Yaoundé pour l'Afrique
3. à Genève pour l'Europe
4. à Pékin pour l'Asie
5. à Bariloche pour l'Amérique du Sud
6. à Alotau, Papouasie-Nouvelle-Guinée pour l'Océanie

### Comité de pilotage final
Le comité de pilotage final a eu lieu à Montpellier au Corum en novembre 2007, et a défini les contours de ce que pourrait être un possible IMoSEB. 
Les principales caractéristiques d'un IMoSEB serait 
1. d'être basé sur un réseau de scientifiques
2. d'avoir une  capacité à faire des évaluations,
3. d'avoir une capacité à répondre en situation de crise écologique.

Le mécanisme serait  
1. indépendant,
2. à forte composante de chercheurs nommés par leurs gouvernements, sur propositions des communautés scientifiques
3. avec participation des conventions et organisations internationales
4. hébergé au PNUE.

L'agenda pour 2008 pour la poursuite d'IMoSEB comprenait 
1. Une réunion intergouvernementale pour préciser les contours de ce mécanismes et les modalités de son financement,
2. Une présentation à la 9e Conférence des Parties (COP 9) de la CBD à Bonn, en mai 2008.

### Documents finaux du processus consultatif
1. Un rapport final comprenant l'ensemble des conclusions IMoSEB disponible  ici
2. Un poster de restitution disponible ici

## Vers un IPBES, et premier accord en 2010
À la suite de la consultation IMoSEB, plusieurs rencontres d'experts en biodiversité, impliquant d'anciens participants à IMoSEB mais aussi des participants à la stratégie de Poursuite du Millennium Ecosystem Assessment ont eu lieu pour que les deux initiatives fassent cause commune sous l'égide du PNUE. 
- Une première note de principe, appelée « vers un IPBES », a ainsi été rédigée et présentée pour révision aux gouvernements lors de nombreuses manifestations internationales (Conférence des parties de la convention sur la Diversité biologique, Congrès mondial de l'IUCN) mais aussi par voie électronique.
- La réunion de Putrajaya, organisée par le PNUE en novembre 08, a été le cadre de discussions entre les différents gouvernements et lancement  d'une nouvelle série d'études visant à l'établissement d'IPBES.  Les documents de la Conférence ainsi qu'un premier rapport (en anglais seulement pour le moment)  sont disponibles sur le site Internet d'IPBES
- 11 juin 2010 ; à Busan (Corée du Sud), le PNUE a obtenu un accord international pour créer la plate-forme intergouvernementale science-politique sur la biodiversité et les systèmes écosystémiques (IPBES).